# US Clay Court Championships 1981
Lo US Clay Court Championships 1981 è stato un torneo di tennis giocato sulla terra verde. È stata la 29ª edizione del torneo, che fa parte del WTA Tour 1981. Si è giocato ad Indianapolis negli USA dal 3 al 9 agosto 1981.

## Campionesse

### Singolare
Andrea Jaeger ha battuto in finale  Virginia Ruzici con il punteggio di 6–1, 6–0

### Doppio
JoAnne Russell /  Virginia Ruzici hanno battuto in finale   Sue Barker /  Paula Smith con il punteggio di 6–2, 6–2